# The Spinners
The Spinners — американський музичний колектив, що виступає у жанрі ритм-енд-блюз та соул. Колектив заснований у 1954 році та існує досі. Склад гурту неодноразово змінювався.